# Tomopteris sanzoi
Tomopteris sanzoi är en ringmaskart som beskrevs av Caroli in Dales 1956. Tomopteris sanzoi ingår i släktet Tomopteris och familjen Tomopteridae. Inga underarter finns listade i Catalogue of Life.